# Beaume (rivière)
Pour les articles homonymes, voir Beaume et Baume.
La Beaume ou Baume est une rivière aux eaux vives et limpides du département français de l'Ardèche et de la région Auvergne-Rhône-Alpes. C'est un affluent de l'Ardèche en rive droite, donc un sous-affluent du Rhône.
Elle a elle-même comme affluent principal la Drobie .

## Géographie

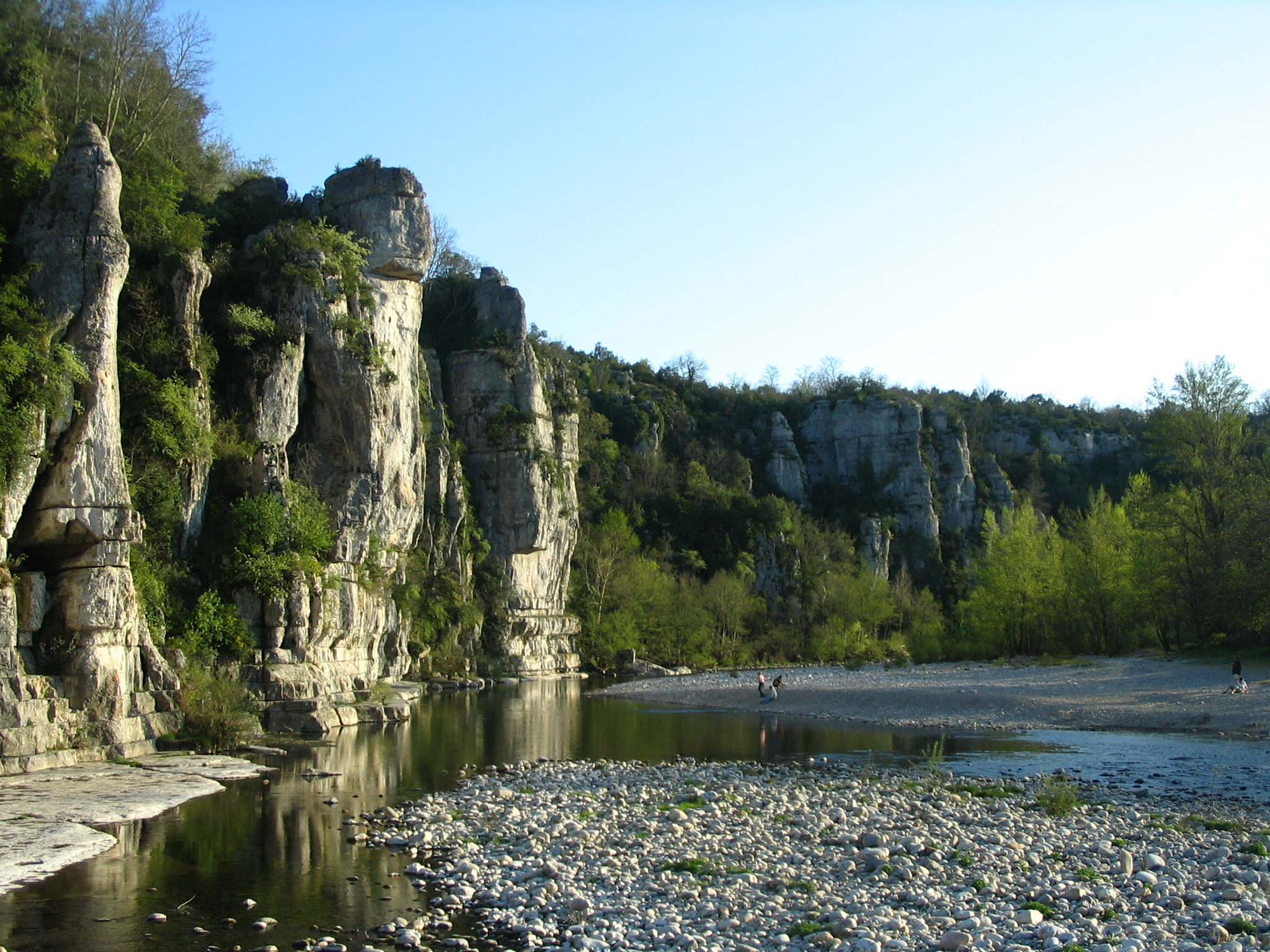
Autre vue de la Beaume.

De 43,9 km de longueur, elle coule uniquement dans le département de l'Ardèche et prend sa source au lieu-dit Rochemisole, au sein de la commune de Loubaresse et du massif du Tanargue. La Beaume s’écoule vers le sud-est pour se jeter dans l’Ardèche en rive droite et en aval de Ruoms
Elle passe sous le pont du Gua, monument historique classé, situé entre les communes de Beaumont et de Sanilhac.
La géologie du bassin versant de la Beaume est particulièrement diversifiée, ce qui est en partie à l'origine de sa grande richesse écologique, puisque l'on trouve des granites sur la Haute-Beaume et les sources de la Drobie, puis des schistes, des grès et enfin du calcaire sur le secteur le plus aval. C'est là que la Beaume a creusé les pittoresques gorges de la Beaume sur plus de 5 km

### Communes traversées
Après Loubaresse la Beaume traverse ou borde les localités de Valgorge, Laboule, Rocles, Beaumont, Sanilhac, Ribes, Vernon, Joyeuse, Rosières, Labeaume et Saint-Alban-Auriolles.

## Hydrologie

### La Beaume à Saint-Alban-Auriolles
Le module de la Beaume a été observé et calculé pendant 13 ans à Saint-Alban-Auriolles,. Il se monte à 7,56 m3/s pour une surface de bassin de 251 km2. La rivière présente des fluctuations saisonnières de débit typiques d'un régime pluvial cévenol, avec des hautes eaux d'automne-hiver, prolongées au printemps par la fonte des neiges et les pluies, portant le débit mensuel moyen au niveau de 7 à 14 m3 d'octobre à mai inclus (avec un maximum en mars-avril), suivies d'une baisse rapide du débit aboutissant à une courte période d'étiage en juillet-août, entraînant une baisse du débit moyen mensuel jusqu'à 1,65 m3 au mois de juillet.

### Étiage ou basses eaux
Le VCN3 peut chuter jusque 0,192 m3, en cas de période décennale sèche. Le bassin de la Beaume est classé en zone de répartition des eaux (ZRE). Les ZRE sont définies en application de l'article R211-71 du code de l'environnement, comme des "zones présentant une insuffisance, autre qu'exceptionnelle, des ressources par rapport aux besoins". Le caractère méditerranéen-cévenol de la Beaume est à l'origine d'étiages naturellement très marqués, mais qui sont aggravés par les forts besoins en eau durant la période estivale. En effet, pendant la période touristique la population augmente très fortement ; elle est multipliée par 2 à 5 selon les communes. 

### Crues
Les crues peuvent être extrêmement importantes et rapides, suivant en cela le modèle cévenol. En effet, le QIX 2 et le QIX 5 valent respectivement 317 et 535 m3/s. Le QIX 10, ainsi que le QIX 20 et le QIX 50 n'ont pas été calculés. 
Le débit instantané maximal enregistré à Saint-Alban-Auriolles est de 683 m3/s. 

### Lame d'eau et débit spécifique
À l'instar des rivières voisines l'Ardèche et le Chassezac, la Beaume est un cours d'eau très abondant. La lame d'eau écoulée dans le bassin versant de la rivière est de 996 millimètres annuellement, ce qui est très élevé, trois fois supérieur à la moyenne française, tous bassins confondus, et résulte des précipitations abondantes dans toute la région des Cévennes. Le débit spécifique (Qsp) atteint 31,4 litres par seconde et par kilomètre carré de bassin. 

## Tourisme
Selon la saison et le niveau de l’eau, on peut pratiquer la baignade, la pêche, le kayak, ainsi que le farniente sur les plages de sable.

## Protections environnementales

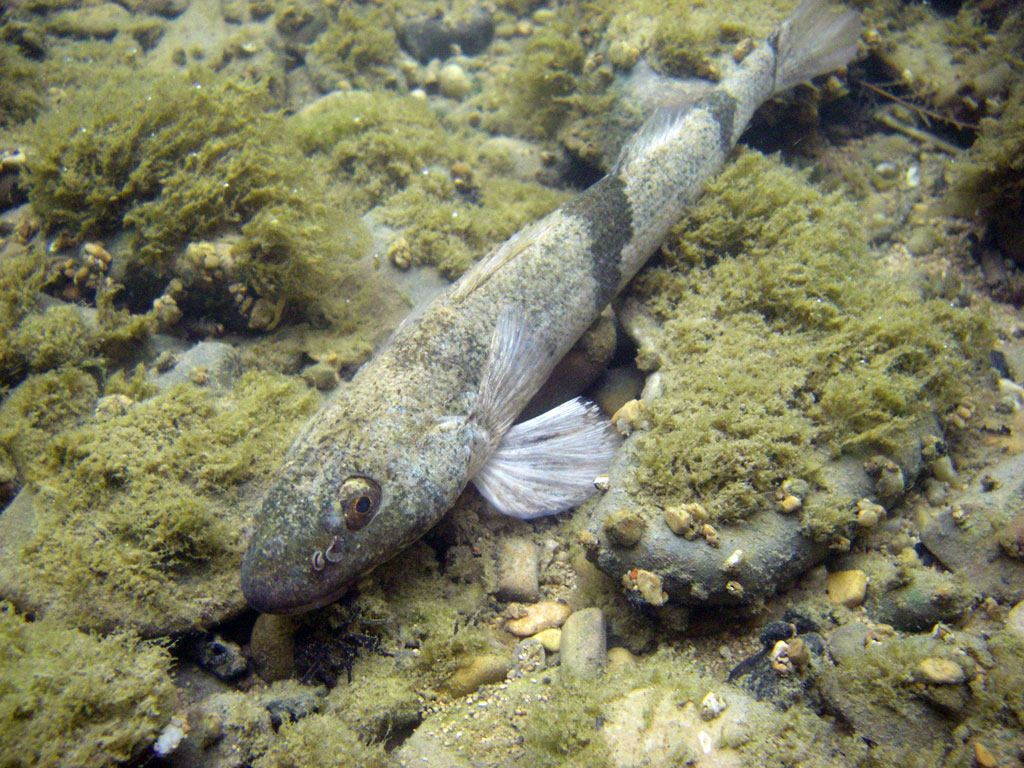
Apron du Rhône
(Zingel asper)

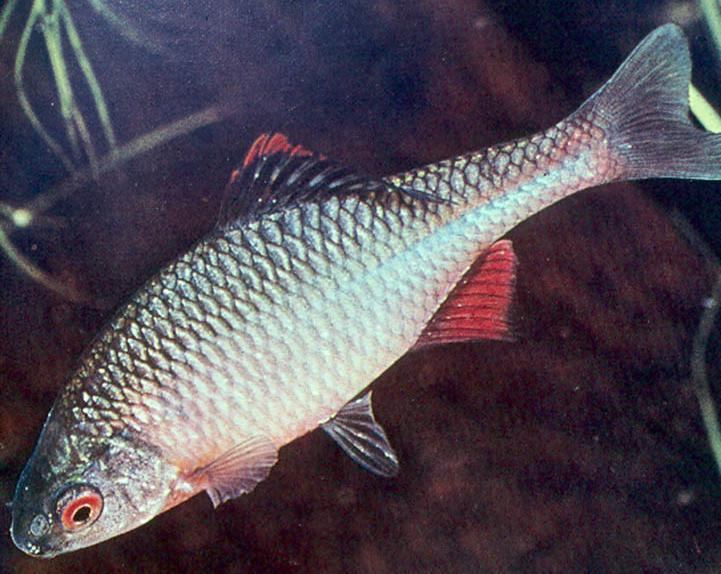
Bouvière
(Rhodeus sericeus)

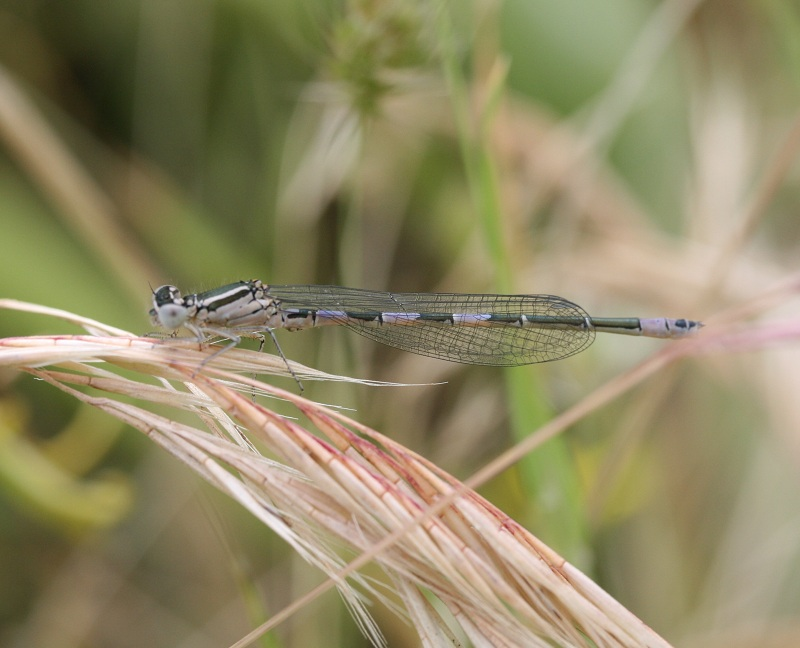
Agrion bleuâtre (Coenagrion caerulescens)

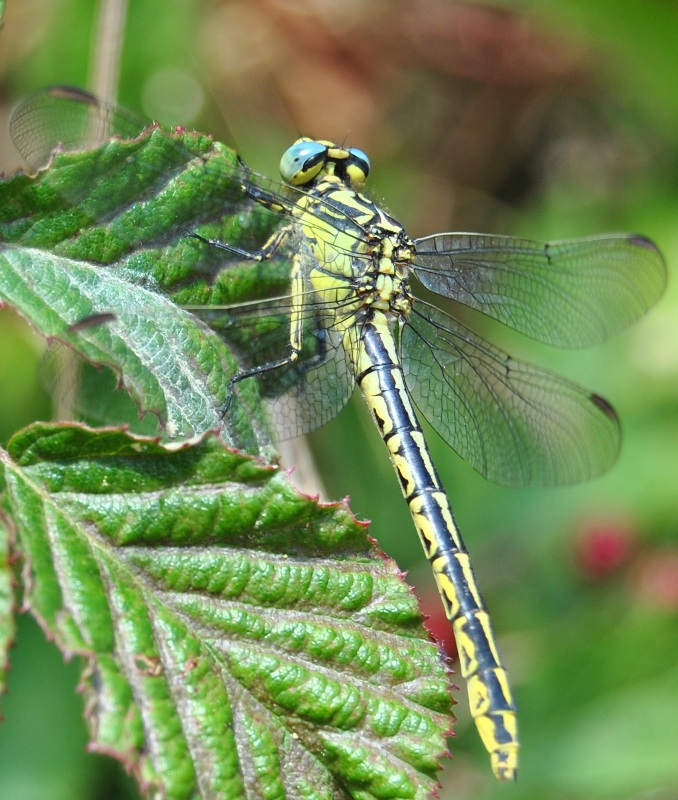
Gomphus de Graslin (Gomphus graslinii)

Une ZNIEFF très étendue est consacrée spécifiquement aux cours d'eau de l'Ardèche et de ses principaux affluents, et plusieurs autres protections environnementales incluent la Beaume dans leurs aires.
La ZNIEFF continentale de type 2 de l'« Ensemble fonctionnel formé par l’Ardèche et ses affluents (Ligne, Baume, Drobie, Chassezac…) », soit 22 630,21 hectares, inclut la quasi-totalité du cours de la Beaume. Elle vise la rivière Ardèche, ses milieux annexes et ses principaux affluents dont la Ligne, la Baume, la Drobie, le Chassezac. C'est une zone importante, voire essentielle, en tant que zone de passages et d'échanges entre les Cévennes et le piémont méditerranéen, zone d'échange avec le Rhône pour les poissons, corridor écologique fluvial, et zone d'alimentation ou de reproduction pour de nombreuses espèces en plus de celles citées ici. Par ailleurs certaines espèces comme les aigles nécessitent un large territoire.
La basse vallée de l'Ardèche est un rare milieu aquatique dont le fonctionnement n'est pas ou peu altéré. Elle faisait autrefois partie du domaine vital des poissons migrateurs rhodaniens et quelques frayères sont encore utilisées par l'Alose feinte (Alosa agone), espèce maritime classée vulnérable et qui remonte ici par le Rhône pour sa reproduction. Le Schéma Directeur d'Aménagement et de Gestion des Eaux du Bassin Rhône-Méditerranée-Corse tente de rétablir cette fonction de couloir de migration avec l'accent sur les axes Beaume-Chassezac et Ardèche-Rhône, et un intérêt particulier pour la présence d'espèces piscicoles rares ou endémiques du bassin rhodanien, comme l'apron du Rhône (Zingel asper), espèce endémique du bassin Rhône-Méditerranée-Corse et de quelques cours d'eau de Franche-Comté, en danger critique d'extinction.
Le bassin de la basse vallée de l'Ardèche abrite aussi la bouvière (Rhodeus sericeus, qui a une relation de parasitisme réciproque avec la moule d'eau douce), la lamproie de Planer (Lampetra planeri) et la toxostome (Chondrostoma toxostoma, espèce vulnérable), toutes trois espèces elles aussi protégées selon l'annexe II de la directive Habitat, l'annexe III de la convention de Berne et protégées sur l'ensemble du territoire français national.
On y trouve également l'écrevisse à pattes blanches (Austropotamobius pallipes), protégée au titre de la directive Habitat et de la "Protection des écrevisses autochtones sur le territoire français métropolitain, et de nombreuses d'insectes dont des espèces de libellules méditerranéennes très localisées dans la région comme le gomphus de Graslin (Gomphus graslinii, vulnérable), l'agrion bleuâtre (Coenagrion caerulescens), l'agrion blanchâtre (Platycnemis latipes, libellule inscrite sur les deux listes rouges de l'UICN mondiale et européenne), ou la cordulie splendide (Macromia splendens, libellule sur la Liste rouge de l'UICN et protégée selon les annexes II et IV de la directive Habitat, l'annexe II de la convention de Berne, et l'article II de la liste des insectes protégés sur l'ensemble du territoire). Parmi les insectes présents on compte aussi la magicienne dentelée (Saga pedo, une sauterelle) et la cétoine bleue (Eupotosia mirifica, un scarabée).
D'autres résidents notables sont des reptiles et batraciens avec le seps tridactyle (Chalcides chalcides, un petit saurien aux pattes très atrophiées), le lézard ocellé (Timon lepidus, quasi menacé), la coronelle lisse (Coronella austriaca, un serpent), le pélobate cultripède (Pelobates cultripes, un batracien), la rainette méridionale (Hyla meridionalis), l'aigle botté (Hieraaetus pennatus) et l'aigle de Bonelli (Aquila fasciata), l'hirondelle rousseline (Cecropis rufula), voire le percnoptère d'Egypte (Neophron percnopterus, un vautour encore récemment nicheur), de nombreux chiroptères dont le minioptère de Schreibers (Miniopterus schreibersii, une chauve-souris), le castor d'Europe (Castor fiber) et la loutre (Lutra lutra).
Le ciste de Pouzolz (Cistus pouzolzii, protégé sur tout le territoire français métropolitain) et l'œillet du granite (Dianthus graniticus, famille des Dianthus) sont parmi les espèces végétales déterminantes de cette zone.
Cette ZNIEFF inclut le Goule de Foussoubie près de Labastide-de-Virac, un réseau karstique de plus de 23 km de galeries pour une dénivellation de 135 m, situé sur les communes de Vagnas, Labastide-de-Virac et Salavas. Ce karst est de type méditerranéen, creusé dans les calcaires ou les dolomies, de formation ancienne et caractérisé par des phénomènes de dissolution plutôt lents. La faune associée est remarquable et dans certains cas unique : on y trouve un crustacé dépigmenté connu ici dans seulement deux grottes dont celle de la Dragonnière ; un amphipode endémique connu seulement à la grotte du Colombier ; et des espèces endémiques du sud-est du Massif Central, dont un coléoptère inféodé au milieu souterrain superficiel dans les zones spécialement humides.
Un autre élément déterminant de cette ZNIEFF est la nappe phréatique qu'elle inclut, qui elle-même abrite des espèces remarquables dont des invertébrés aquatiques aveugles et dépigmentés. La famille des Hydrobiidae, petits gastéropodes aquatiques, est la plus nombreuse famille de mollusques continentaux en France et représente une centaine de taxons ; 45 % de ces espèces sont présentes dans les eaux souterraines et notamment les nappes.
La ZNIEFF continentale de type 1 des « Gorges de la Beaume » couvre 136,7 hectares sur le cours de la Beaume.
La totalité de la Beaume est classée Natura 2000. La partie amont jusqu'au pont entre Joyeuse et Rosières fait partie du site Natura 2000 "Vallées de la Beaume et de la Drobie" qui couvre 7 980 ha. La partie aval de son cours est inclus dans les 5 400 ha du site Natura 2000 « Moyenne vallée de l'Ardèche et ses affluents, pelouses du plateau des Gras », un site d'importance communautaire Natura 2000 au titre de la directive Habitat. La Beaume et la Drobie font également partie de deux Espaces Naturels Sensibles.
La Beaume, de sa source à la confluence avec l'Alune, et la Drobie ont obtenu le label d'excellence environnemental "Site Rivières Sauvages" en 2016.

## Galerie

Labeaume
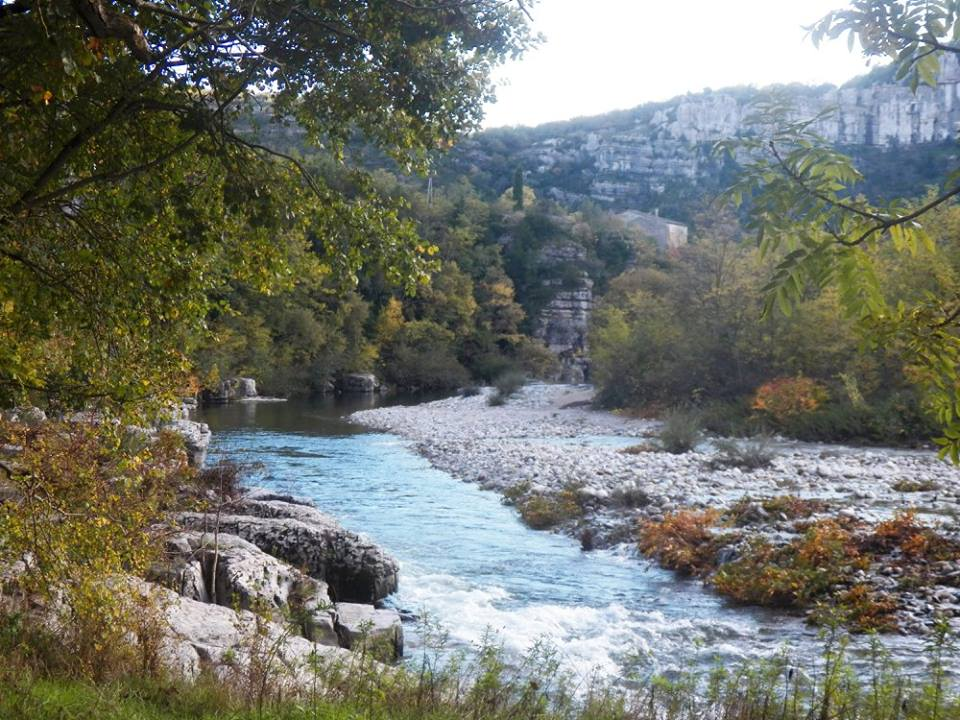
La rivière de la Beaume affluent de l'Ardèche , à Garel sur le territoire de la commune de Rosières.
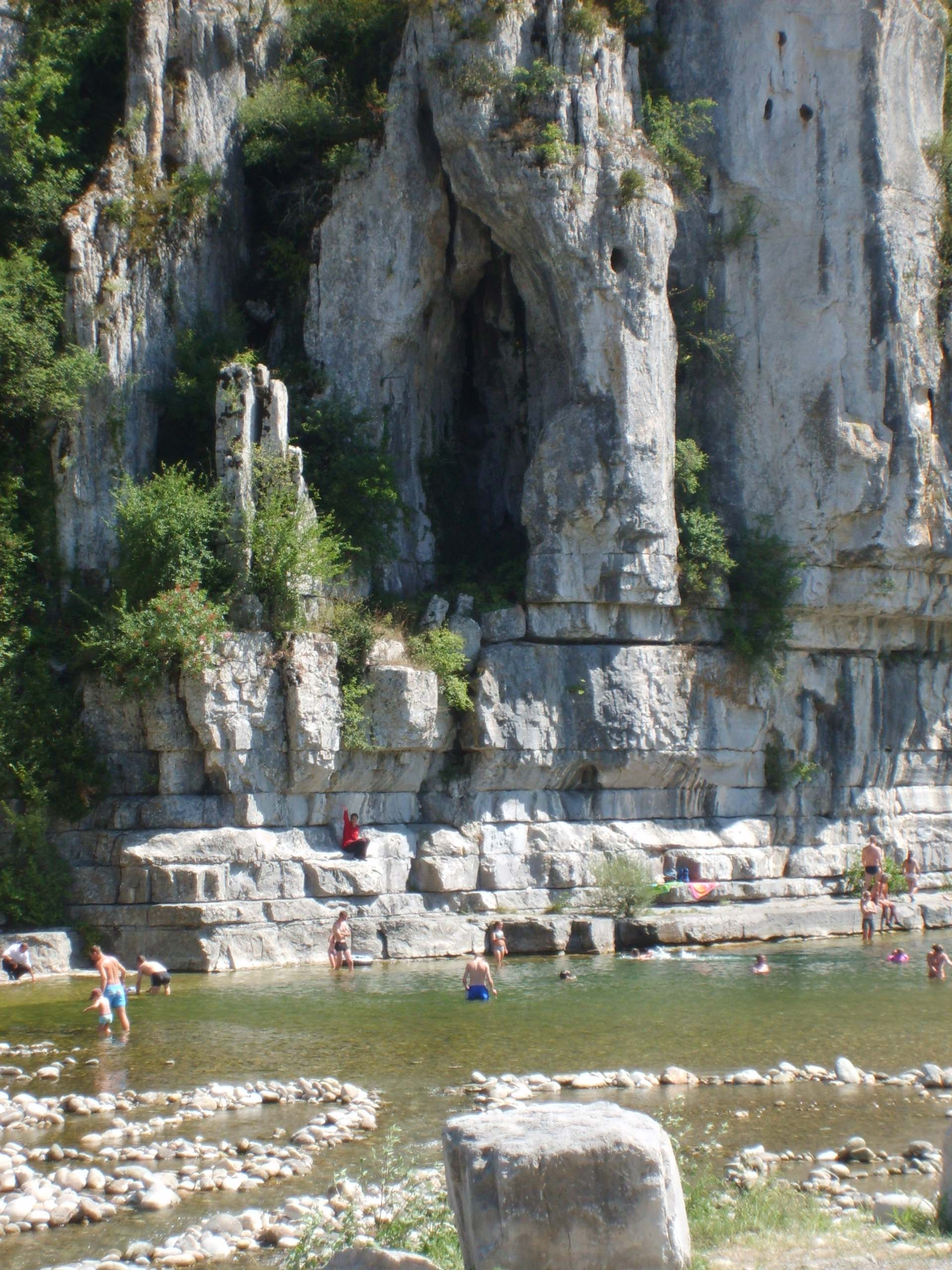
La falaise et la plage de Labeaume .
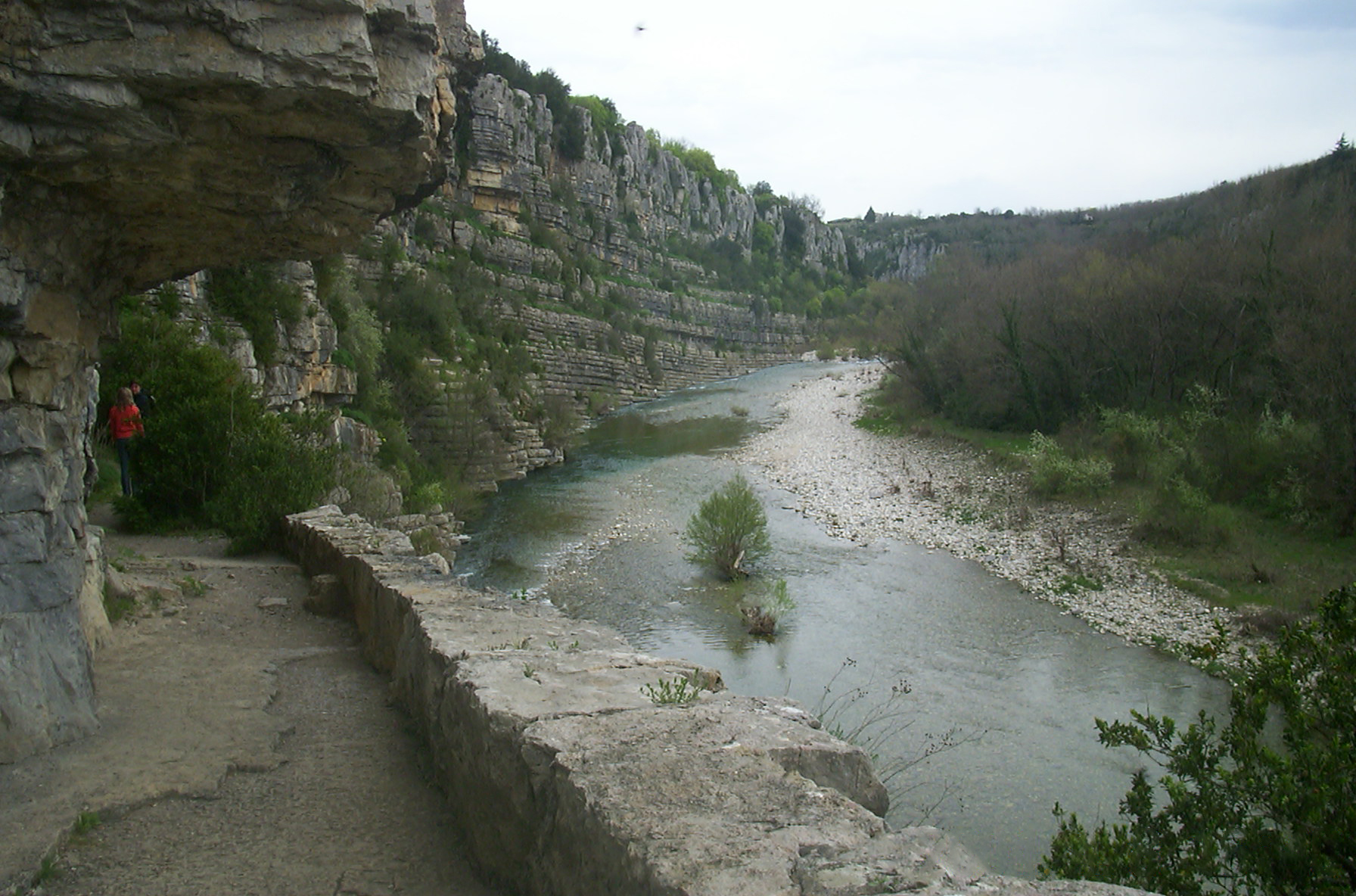
Vallée de la Beaume entre Rosières et Labeaume.
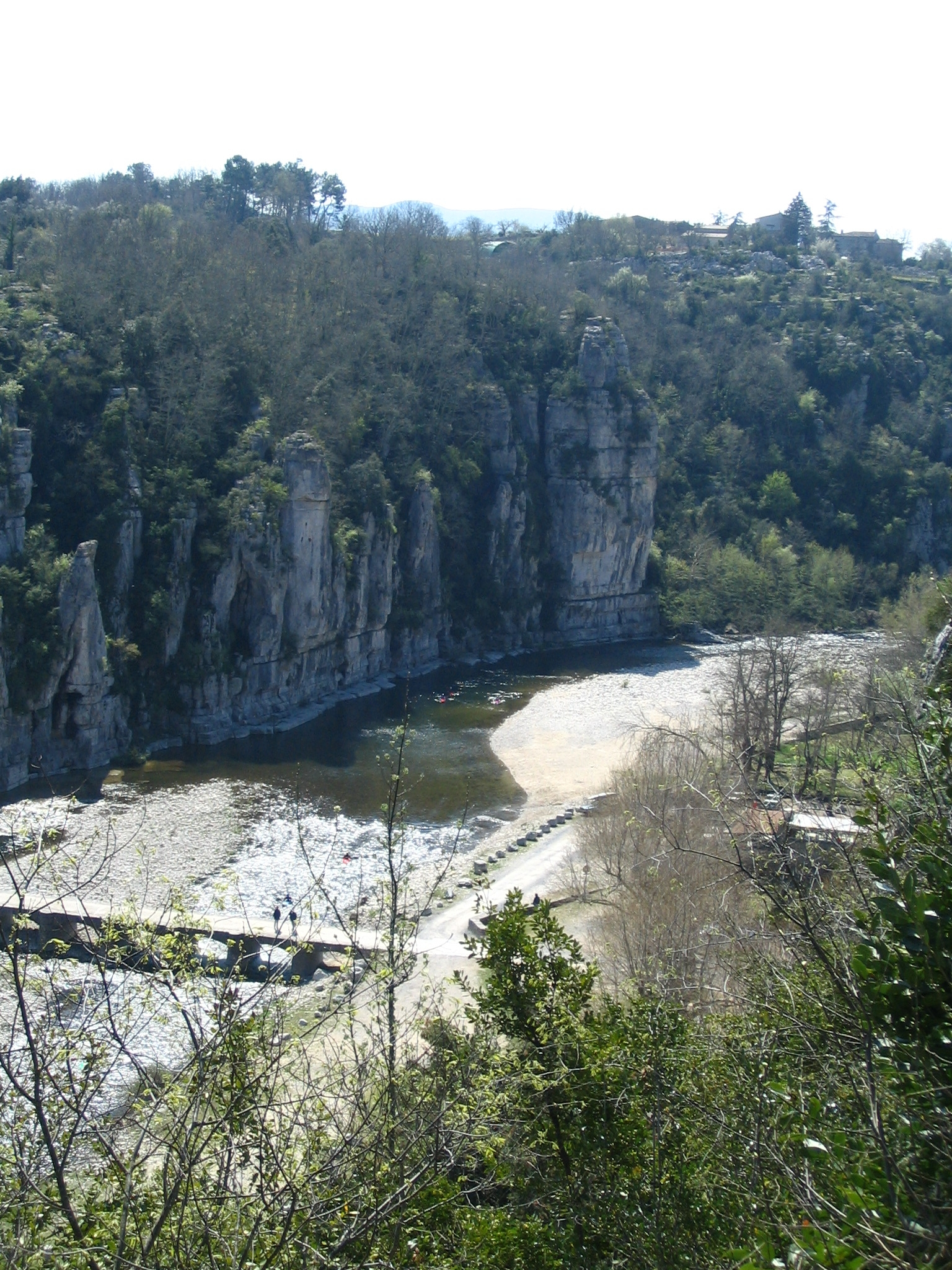
Pont de Labeaume.